# Regering-Sánchez II
De Regering-Sánchez II was van 13 januari 2020 tot 21 november 2023 de Spaanse regering onder leiding van minister-president Pedro Sánchez. Het is een minderheidsregering gevormd door een coalitie tussen de socialistische partij PSOE en de progressieve partij Podemos. De ministerraad is in principe aangesteld voor de duur van de veertiende legislatuurperiode, en is officieel in dienst sinds 13 januari 2020, een dag na de publicatie van de samenstelling van deze regering in het BOE. 
| Ambtsbekleder | Ambtsbekleder                | Ambtsbekleder                       | Functie                                                    | Ambtstermijn     | Ambtstermijn     | Partij     |
| ------------- | ---------------------------- | ----------------------------------- | ---------------------------------------------------------- | ---------------- | ---------------- | ---------- |
|               | Pedro Sánchez                | Pedro Sánchez (1972)                | Premier                                                    | 1 juli 2018      | 21 november 2023 | PSOE       |
|               | Carmen Calvo                 | Carmen Calvo (1957)                 | Minister van het Presidentschap                            | 1 juni 2018      | 12 juli 2021     | PSOE       |
|               | Félix Bolaños                | Félix Bolaños (1975)                | Minister van het Presidentschap                            | 12 juli 2021     | 21 november 2023 | PSOE       |
|               | Fernando Grande-Marlaska     | Fernando Grande- Marlaska (1962)    | Minister van Binnenlandse Zaken                            | 1 juni 2018      | 21 november 2023 | O          |
|               | Arancha González Laya        | Arancha González Laya (1969)        | Minister van Buitenlandse Zaken                            | 12 januari 2020  | 12 juli 2021     | O          |
|               | José Manuel Albares          | José Manuel Albares (1972)          | Minister van Buitenlandse Zaken                            | 12 juli 2021     | 21 november 2023 | PSOE       |
|               | María Jesús Montero          | María Jesús Montero (1966)          | Minister van Financiën                                     | 1 juli 2018      | 21 november 2023 | PSOE       |
|               | Juan Carlos Campo            | Juan Carlos Campo (1961)            | Minister van Justitie                                      | 12 januari 2020  | 12 juli 2021     | PSOE       |
|               | Pilar Llop                   | Pilar Llop (1973)                   | Minister van Justitie                                      | 12 juli 2021     | 21 november 2023 | PSOE       |
|               | Nadia Calviño                | Nadia Calviño (1968)                | Minister van Economische Zaken                             | 1 juli 2018      | 21 november 2023 | O          |
|               | Reyes Maroto                 | Reyes Maroto (1973)                 | Minister van Industrie, Handel en Toerisme                 | 1 juli 2018      | 21 november 2023 | PSOE       |
|               | Margarita Robles             | Margarita Robles (1956)             | Minister van Defensie                                      | 1 juli 2018      | 21 november 2023 | O          |
|               | Salvador Illa                | Salvador Illa (1966)                | Minister van Volksgezondheid                               | 12 januari 2020  | 27 januari 2021  | PSC        |
|               | Carolina Darias              | Carolina Darias (1965)              | Minister van Volksgezondheid                               | 12 juli 2021     | 21 november 2023 | PSOE       |
|               | Yolanda Díaz                 | Yolanda Díaz (1971)                 | Minister van Arbeid en Sociale Zaken                       | 12 januari 2020  | 21 november 2023 | PCE        |
|               | Isabel Celaá                 | Isabel Celaá (1949)                 | Minister van Onderwijs                                     | 1 juli 2018      | 12 juli 2021     | PSOE       |
|               | Pilar Alegría                | Pilar Alegría (1977)                | Minister van Onderwijs                                     | 12 juli 2021     | 21 november 2023 | PSOE       |
|               | Manuel Castells              | Manuel Castells (1942)              | Minister van Hoger Onderwijs                               | 12 januari 2020  | 20 december 2021 | O          |
|               | Joan Subirats                | Joan Subirats (1951)                | Minister van Hoger Onderwijs                               | 20 december 2021 | 21 november 2023 | Podemos    |
|               | Isabel Celaá                 | Pedro Duque (1963)                  | Minister van Wetenschap                                    | 1 juli 2018      | 12 juli 2021     | O          |
|               | Diana Morant                 | Diana Morant (1980)                 | Minister van Wetenschap                                    | 12 juli 2021     | 21 november 2023 | PSOE       |
|               | José Luis Ábalos             | José Luis Ábalos (1959)             | Minister van Transport en Infrastructuur                   | 1 juli 2018      | 12 juli 2021     | PSOE       |
|               | Raquel Sánchez Jiménez       | Raquel Sánchez Jiménez (1975)       | Minister van Transport en Infrastructuur                   | 12 juli 2021     | 21 november 2023 | PSOE (PSC) |
|               | Luis Planas                  | Luis Planas (1952)                  | Minister van Landbouw                                      | 1 juli 2018      | 21 november 2023 | PSOE       |
|               | Teresa Ribera                | Teresa Ribera (1969)                | Minister van Milieu                                        | 1 juli 2018      | 21 november 2023 | PSOE       |
|               | Carolina Darias              | Carolina Darias (1965)              | Minister van Regionale Zaken en Publieke Diensten          | 12 januari 2020  | 27 januari 2021  | PSOE       |
|               | Miquel Iceta                 | Miquel Iceta (1960)                 | Minister van Regionale Zaken en Publieke Diensten          | 27 januari 2021  | 12 juli 2021     | PSOE       |
|               | Isabel Rodríguez García      | Isabel Rodríguez García (1981)      | Minister van Regionale Zaken en Publieke Diensten          | 12 juli 2021     | 21 november 2023 | PSOE       |
|               | José Manuel Rodríguez Uribes | José Manuel Rodríguez Uribes (1968) | Minister van Cultuur en Sport                              | 12 januari 2020  | 12 juli 2021     | PSOE       |
|               | Miquel Iceta                 | Miquel Iceta (1960)                 | Minister van Cultuur en Sport                              | 12 juli 2021     | 21 november 2023 | PSOE       |
|               | Alberto Garzón               | Alberto Garzón (1985)               | Minister voor Consumenten- zaken                           | 12 januari 2020  | 21 november 2023 | PCE        |
|               | Pablo Iglesias               | Pablo Iglesias (1978)               | Minister voor Sociale Rechten                              | 12 januari 2020  | 31 maart 2021    | Podemos    |
|               | Ione Belarra                 | Ione Belarra (1987)                 | Minister voor Sociale Rechten                              | 31 maart 2021    | 21 november 2023 | Podemos    |
|               | José Luis Escrivá            | José Luis Escrivá (1960)            | Minister voor Inclusiviteit, Sociale Zekerheid en Migratie | 12 januari 2020  | 21 november 2023 | O          |
|               | Irene Montero                | Irene Montero (1988)                | Minister voor Gelijkheid                                   | 12 januari 2020  | 21 november 2023 | Podemos    |
|               | María Jesús Montero          | María Jesús Montero (1966)          | Regerings- woordvoerder                                    | 12 januari 2020  | 12 juli 2021     | PSOE       |
|               | Isabel Rodríguez García      | Isabel Rodríguez García (1981)      | Regerings- woordvoerder                                    | 12 juli 2021     | 21 november 2023 | PSOE       |

Consitutieve legislatuur: Suárez II (1977-1979) · 
Legislatuur I: Suárez III (1979-1981), Calvo-Sotelo (1981-1982)  · 
Legislatuur II: González I (1982-1986) · 
Legislatuur III: González II (1986-1989) · 
Legislatuur IV: González III (1989-1993) · 
Legislatuur V: González IV (1993-1996) · 
Legislatuur VI: Aznar I (1996-2000) · 
Legislatuur VII: Aznar II (2000-2004) · 
Legislatuur VIII: Zapatero I (2004-2008) · 
Legislatuur IX: Zapatero II (2008-2011) · 
Legislaturen X en XI: Rajoy I (2011-2016) · 
Legislatuur XII: Rajoy II (2016-2018), Sánchez I (2018-2019) · 
Legislatuur XIII: Sánchez I (2019-2020)
Legislatuur XIV: Sánchez II (2020-2023) · 
Legislatuur XI: Sánchez III (2023-heden)